# Palæstinensiske Lovgivende Råd
 For alternative betydninger, se PLC.
Det Palæstinensiske Lovgivende Råd (engelsk: Palestinean Legislative Council, PLC) er Palæstinas parlament eller lovgivende råd. Det første valg til dette fandt sted 20. januar 1996. Rådet har 132 pladser, som vælges i 16 valgkredse i en blanding af forholdstalsvalg og flertalsvalg i enkeltkredse.

## Mandatfordeling
(de vigtigste partier efter seneste valg, 25. januar 2006)
- Hamas 74 mandater (44% af stemmerne)
- Fatah 45 mandater (41% af stemmerne)
- PFLP 3 mandater (4% af stemmerne)

| Politik | Spire Denne artikel om politik og ideologi er en spire som bør udbygges. Du er velkommen til at hjælpe Wikipedia ved at udvide den. |